# The Kings of Summer
The Kings of Summer, conosciuto anche come Toy's House, è un film del 2013 diretto da Jordan Vogt-Roberts.

## Trama
L'adolescente Joe Toy si ritrova sempre più frustrato dai tentativi di suo padre single, Frank, di educarlo essendo però lui stesso un immaturo. Dichiara la sua libertà una volta per tutte, fuggendo nel bosco con il suo migliore amico, Patrick, e uno strano ragazzo di nome Biaggio. Egli ha intenzione di costruire una casa lì in modo tale da essere privo di responsabilità e lontano dai genitori. Una volta che la loro dimora di fortuna è finita, i tre giovani si ritrovano padroni del proprio destino, soli nel bosco. Passano diverse settimane e Patrick e Joe sono dati per dispersi e appaiono su più canali di notizie.
Tra Patrick e Joe nasce un conflitto quando Joe invita la sua amica Kelly a venire a vedere la casa che hanno costruito. Dopo un po', Kelly prende in simpatia Patrick ed i due iniziano una relazione. Joe incolpa Kelly, dicendole che tutto andava bene prima del suo arrivo. Usa inoltre appellativi poco simpatici e la paragona ad un cancro. Come se non bastasse, pesta il piede rotto di Patrick. La coppia lascia la casa con rabbia e confusione. Biaggio, che ha sviluppato una forte amicizia con Joe, viene cacciato da quest'ultimo, lasciandolo a vivere da solo.
Circa un mese dopo, Joe sta ancora vivendo solo nel bosco. Kelly va dal padre, Frank e lo porta da Joe. Nel farlo, trovano Joe all'angolo con un serpente di Gopher che è apparso la sera prima. Biaggio che arriva in seguito tenta di uccidere il serpente con il machete, ma questo gli morde la gamba facendolo cadere a terra e quasi svenire. Frank, Kelly e Joe portano Biaggio di corsa in ospedale e sopravvive.
In ospedale, Joe ha un incontro con Kelly, la quale gli porta un pensiero dal negozio di regali: si tratta di una specie di biglietto di bentornato. Nonostante Joe apprezzi il gesto, ostenta un comportamento poco gentile. La ragazza non si dà per vinta e gli assicura che anche se non stanno assieme lei ci tiene davvero a lui. Il ragazzo si scioglie e accetta un abbraccio. Frank inizia a mostrare umanità nei confronti del figlio il quale, sorpreso, ricambia i sentimenti.
Sulla strada del ritorno, Joe e Patrick vedendosi l'un l'altro dalle auto, si fanno gesti scherzando: tornano amici.
Dopo i titoli di coda, si vede Biaggio che ancora risiede nella casa nel bosco.

## Produzione
Il film è stato il film d'esordio del regista Vogt-Roberts nonché la prima sceneggiatura realizzata da Chris Galletta. Le riprese si sono svolte nell'estate 2012 in varie località dell'Ohio, tra cui Cleveland, Chagrin Falls, Lyndhurst e al South Pointe Hospital di Warrensville.

## Distribuzione
La pellicola viene presentata in anteprima mondiale il 19 gennaio 2013, durante il Sundance Film Festival come Toy's House. Poco dopo, è stato annunciato che la CBS Films aveva acquisito i diritti di distribuzione del film. Il titolo del film è stato successivamente cambiato in The Kings of Summer. È stato presentato al Cleveland International Film Festival il 3 aprile 2013. Il film doveva essere distribuito nelle sale cinematografiche il 14 giugno 2013, tuttavia tale data è stata poi spostata al 31 maggio. Ha ricevuto una distribuzione limitata, and expanded to more theaters over the next few weeks.

### Divieto
Il film viene vietato ai minori di 18 anni negli Stati Uniti d'America per la presenza di linguaggio non adatto e teenager che bevono alcolici.

## Critica
Sull'aggregatore Rotten Tomatoes il film riceve il 76% delle recensioni professionali positive, con un voto medio di 6,9 su 10, basato su 112 critiche, mentre su Metacritic ottiene un punteggio di 61 su 100 basato su 33 recensioni.

## Riconoscimenti
- 2013 – Sundance Film Festival
  - Candidatura per il Gran premio della giuria: U.S. Dramatic
- 2013 – Dallas International Film Festival
  - Miglior film di genere narrativo
- 2013 - Phoenix Film Critics Society Awards
  - Film più sottovalutato dell'anno
  - Candidatura per la migliore regia d'esordio a Jordan Vogt-Roberts
  - Candidatura per il miglior attore esordiente a Nick Robinson
- 2013 – Tallinn Black Nights Film Festival
  - Candidatura al miglior film per ragazzi
- 2013 – Midwest Independent Film Festival
  - Miglior regia a Jordan Vogt-Roberts
  - Miglior fotografia a Ross Riege
  - Candidatura al miglior film
  - Candidatura alla miglior attrice per Megan Mullally
  - Candidatura al miglior attore per Nick Offerman